# Cimetière national d'Alexandria (Virginie)
Le cimetière national d'Alexandria est un cimetière national des États-Unis, d'environ 5,5 acres (2,2 ha), situé dans la ville d'Alexandria, en Virginie. Administré par le département américain des anciens combattants, il est l'un des cimetières nationaux d'origine qui ont été fondés en 1862. En 2014, il est un site de plus de 4 500 inhumations. Le cimetière peut accueillir les cendres des personnes admissibles.

## Histoire
En tant qu'un des quatorze premiers cimetières nationaux créés en 1862(p49), il sert de lieux de sépulture à la plupart des soldats de l'Union qui sont morts dans les nombreux hôpitaux de la région d'Alexandria, mais en 1864, il est pratiquement rempli. Cela conduit à la création du cimetière national d'Arlington. Les restes de 39 confédérés, initialement enterrés dans le cimetière pendant la guerre de Sécession sont déplacés par les filles de la Confédération en 1879. Les restes sont alors inhumés dans le cimetière de l'Église du Christ. 
Le cimetière a été agrandi à plusieurs reprises depuis la transmission de la première parcelle de 2 acres (0,8 ha) par la ville d'Alexandria au gouvernement fédéral par l'acquisition d'une parcelle de 2 acres (0,8 ha) le 8 novembre 1865 et un dernière parcelle de 1,5 acres (0,6 ha) le 24 novembre 1870(p15). 
Un état de l'inspecteur des cimetières nationaux du 13 octobre 1871 mentionne la présence de 3 526 soldats de l'Union inhumés, dont 249 soldats Afro-Américains et de 29 soldats confédérés(p16). 
Le cimetière national d'Alexandria est inscrit sur le Registre national des lieux historiques en 1995.

### Monuments
En 1922, un monument est inauguré en l'honneur des quatre « poursuivants de l'assassin de Lincoln » qui se sont noyés dans le fleuve Potomac lors de la poursuite de John Wilkes Booth. Ces quatre soldats du corps des quartiers-maîtres sont Samuel N. Gosnell, Christian Farney, George W. Huntington et Peter Caroll(p16).